# Perhaps Love (pel·lícula de 2005)
Perhaps Love (en xinès 如果·愛 Ru guo·Ai) és una pel·lícula musical de Hong Kong de 2005 dirigida per Peter Chan, escrita per Lam Oi-wah i Raymond To, coreografiada per Farah Khan i protagonitzada per Zhou Xun, Takeshi Kaneshiro i Jacky Cheung. Va ser finançada per Astro Shaw i TVB, i va ser distribuïda per Celestial Pictures. La pel·lícula va tancar el 62a Mostra Internacional de Cinema de Venècia. Va ser enviat per Hong Kong com a entrada oficial per als Premis Oscar de 2005.

## Argument
Un director xinès, el senyor Wen, decideix fer una pel·lícula musical protagonitzada per la seva xicota xinesa Sun Na i l'actor de Hong Kong Jian-dong. Sense ser-ne conscient, Sun va conèixer Jiandong fa deu anys abans, quan era cantant de cabaret a Pequín. Els dos van tenir una relació de curta durada aleshores, quan Jiandong era estudiant de cinema. Deu anys després, ara una gran estrella de cinema, Sun es nega a reconèixer que s'han conegut abans.
El Sr. Wen planeja el seu musical, que inclou una trama on una noia va perdre la memòria i arriba a viure amb un grup de circ. Sun interpreta a la noia amnèsica i Jiandong intenta recuperar el vell passat. Quan comença el rodatge de la pel·lícula, la vida de la pel·lícula i la vida real se superposen. Jiandong va intentar desesperadament recuperar l'amor perdut de Sun, mentre el senyor Wen descobria la seva història passada. El mateix senyor Wen fa el paper de l'obsessiu propietari del circ al musical, que es va veure implicat en una impossibilitat amorosa.
Al final de la pel·lícula, tots els personatges, especialment el personatge "Jiandong", van créixer i van trobar la veritat i el significat de "que el passat s'hagi anat" i viure amb "el present".

## Repartiment
- Zhou Xun com a Sun Na
- Takeshi Kaneshiro com a Jiandong
- Jacky Cheung com el Sr. Wen
- Ji Jin-hee com a Monty: un personatge de fantasia que té diversos papers diferents a la pel·lícula, inclosos el propietari d'una botiga de fideus i un periodista.
- Sandra Ng com a gerent de Jiandong
- Eric Tsang com a productor

## Producció
Perhaps Love es va rodar a Pequín i Xangai. La pel·lícula és la primera superproducció musical que es va produir a la Xina en 35 anys.
Es calcula que el cost de producció de la pel·lícula és d'uns 10 milions de dòlars. La pel·lícula va guanyar 2,2 milions de dòlars el cap de setmana d'estrena.

## Banda sonora
La banda sonora es va publicar en dues versions: una versió d'un sol disc en una caixa de joies i una versió d'edició limitada, de doble disc, caixa recopilatòria. La versió de doble disc es va comercialitzar com a "Edició especial de luxe" i incloïa una funda de color vermell brillant (relletat per semblar cuir) amb lletres daurades. La funda tenia set i tres quarts polzades d'alçada, una i tres quartes polzades de profunditat i cinc i tres quartes polzades d'ample. Incloïa un llibre de tapa dura de vint-i-vuit pàgines, imprès en paper gruixut, que incloïa una sinopsi de la pel·lícula i breus biografies de les seves estrelles tant en mandarí com en anglès. El llibre també incloïa divuit fotografies en color. La banda sonora es va presentar en un estoig plegable amb la música en un disc compacte i una pel·lícula "making of" en un disc DVD. L'estoig plegable també incloïa cinc postals (inclosa una per a cadascuna de les quatre estrelles principals de la pel·lícula) i un pòster.
| Núm. | Títol                                              | Intèrpret                     | Durada |
| ---- | -------------------------------------------------- | ----------------------------- | ------ |
| 1.   | «Prologue 序 (instrumental)»                       |                               | 03:03  |
| 2.   | «Life's Montage 人生蒙太奇»                        | Ji Jin-hee                    | 03:21  |
| 3.   | «Who Are You? 忘了我是誰»                          | Takeshi Kaneshiro, Zhou Xun   | 03:22  |
| 4.   | «Wai Mian De Shi Jie 外面的世界»                   | Chyi Chin                     | 05:19  |
| 5.   | «A Beautiful Story 美麗故事»                       | Ji Jin-hee, Takeshi Kaneshiro | 03:14  |
| 6.   | «You Do Love Me 妳是愛我的»                        | Jacky Cheung                  | 03:16  |
| 7.   | «The World Out There 外面»                         | Zhou Xun                      | 01:42  |
| 8.   | «Men Are Born Jealous 男人本該妒忌»                | Jacky Cheung                  | 02:49  |
| 9.   | «Crossroad 十字街頭»                               | Takeshi Kaneshiro, Zhou Xun   | 04:16  |
| 10.  | «Hui Yi Zhi Lu 回憶之旅 (instrumental)»            |                               | 03:29  |
| 11.  | «What If 假如»                                     | Takeshi Kaneshiro             | 02:02  |
| 12.  | «Fate 命運曲»                                      | Jacky Cheung, Ji Jin-hee      | 06:24  |
| 13.  | «Perhaps Love 如果．愛»                            | Jacky Cheung                  | 03:51  |
| 14.  | «A Beautiful Story 美麗故事 (instrumental)»        |                               | 03:45  |
| 15.  | «The World Out There (Radio Mix) 外面 (Radio Mix)» | Zhou Xun                      | 03:43  |

## Pel·lícula musical i director
En una entrevista als mitjans, el director Peter Chan va destacar que "Perhaps Love és una història d'amor, no un musical. Ni tan sols s'està promocionant com a musical. No és un musical en el sentit convencional. Els meus personatges no esclaten a cantar. Inicialment, va ser un repte equilibrar l'element exagerat dels musicals i les subtileses d'una pel·lícula.
La pel·lícula també ha fet comparacions amb Bollywood, la indústria cinematogràfica índia famosa per les seves pel·lícules musicals. The Hollywood Reporter va descriure Perhaps Love com "Bollywood coneix Bob Fosse". El director i coreògraf de Bollywood Farah Khan va coreografiar la pel·lícula, que comptava amb nou ballarins indis que van aparèixer en diversos números musicals. Les edicions de doble disc Region 3 de la pel·lícula també contenien una funció sobre els ballarins de Bollywood de la pel·lícula al segon disc.

## Vídeo domèstic
El DVD de la pel·lícula es va publicar en quatre edicions diferents de DVD de la Regió 3, incloses tres versions llançades a Hong Kong i la Xina: una edició d'un sol disc, una "Edició especial" de doble disc i una "Edició limitada daurada" de doble disc. " També es va publicar una edició d'un sol disc a Corea i tenia subtítols en coreà.
L'"Edició Especial" incloïa una funda de cartró de color daurat i un digipak amb dos DVD. El primer disc, en format DVD-9, contenia la pel·lícula amb subtítols opcionals en anglès, xinès tradicional o xinès simplificat. El segon disc, en format DVD-5, contenia seixanta minuts de material addicional, incloent una funció "making of", un b-roll, informació addicional sobre el repartiment, una llista de crèdit ampliada i una funció sobre els ballarins de Bollywood de la pel·lícula, així com altres clips.
L'"Edició limitada daurada" es limitava a només 4.000 còpies i era essencialment la mateixa que l'"Edició especial", excepte que també incloïa un llibre de tapa dura de gairebé dues dotzenes de pàgines amb una portada de color daurat.
La pel·lícula també es va estrenar en VCD en un set de tres discos.

## Premis i nominacions
Zhou Xun va guanyar el 12è Premi de la Societat de Crítics de Cinema de Hong Kong en la categoria de Millor Actriu i la pel·lícula va ser nomenada pel·lícula recomanada.
La pel·lícula també va ser nominada a onze 25ns Hong Kong Film Awards. Va guanyar sis premis: a la millor actriu (Zhou Xun), a la millor direcció artística (Chung Man Yee i Pater Wong), a la millor fotografia (Peter Pau i Christopher Doyle) , Millor disseny de vestuari i maquillatge (Chung Man Yee i Dora Ng), Millor banda sonora de pel·lícula original (Peter Kam i Leon Ko) i millor cançó de pel·lícula original, "Perhaps Love" (aquest premi es va compartir entre el compositor Peter Kam, el lletrista Him Yiu, i Jacky Cheung, que va interpretar la cançó de la pel·lícula).
La pel·lícula va guanyar quatre premis al 43è Golden Horse Awards, que són: Millor actriu (per a Zhou Xun), Millor director (per Peter Chan), Millor fotografia (per Peter Pau) i Millor original. Cançó de pel·lícula (per a Leon Ko)
Tot i que Christopher Doyle va treballar en la fotografia de la pel·lícula juntament amb el guanyador de l'Oscar Peter Pau, no és clar si realment va compartir el Hong Kong Film Award amb Peter Pau o no.

### 25ns Premis de Cinema de Hong Kong
- Guanyador: Millor actriu (Zhou Xun)
- Guanyador: Millor direcció artística (Chung Man Yee, Pater Wong)
- Guanyador: Millor fotografia (Peter Pau)
- Guanyador: Millor disseny de vestuari i maquillatge (Chung Man Yee, Dora Ng)
- Guanyador: Millor banda sonora de pel·lícula original (Peter Kam, Leon Ko)
- Guanyador: Millor cançó de pel·lícula original (Peter Kam, Jacky Cheung)
- Nominada: Millor pel·lícula
- Nominat: Millor director (Peter Chan)
- Nominada: Millor muntatge de pel·lícula (Wenders Li, Chi-Leung Kwong)
- Nominada: Millor guió (Oi Wah Lam, Raymond To)
- Nominat: Millor disseny de so (Kinson Tsang)

### 43ns Premis de Cinema Cavall d'Or
- Guanyador: Millor actriu (Zhou Xun)
- Guanyador: Millor fotografia (Peter Pau)
- Guanyador: Millor director (Peter Chan)
- Guanyador: Millor cançó de pel·lícula original (Leon Ko-cançó:Crossroad)
- Nominada: Millor pel·lícula
- Nominada: Millor coreografia d'acció (Wei Tung, Farah Khan)
- Nominada: Millor direcció artística (Chung Man Yee, Pater Wong)
- Nominada: Millor muntatge de pel·lícula (Wenders Li, Chi-Leung Kwong)
- Nominat: Millor disseny de maquillatge i vestuari (Chung Man Yee)
- Nominada: Millor banda sonora de pel·lícula original (Peter Kam, Leon Ko)
- Nominada: Millors efectes de so (Kinson Tsang)
- Nominada: Millors efectes visuals (Siu Lun Ho, Pornpol Sakarin)